# Trissolcus djadetshko
Trissolcus djadetshko is een vliesvleugelig insect uit de familie van de Scelionidae. De wetenschappelijke naam van de soort is voor het eerst geldig gepubliceerd in 1959 door Ryakhovskii.